# Hvalimir Belojević
Hvalimir Belojević (alfabet ciríl·lic serbi: Хвалимир; grec medieval: Φαλιμέρης, Falimeris) fou príncep de Travúnia a la segona meitat del segle ix.
Era un plançó de la nissaga Belojević. Era fill del príncep Krajina (que, al seu torn, era fill del príncep Beloje, que havia governat les terres entre l'interior de Dubrovnik i Boka Kotorska, centrades en Trebinje) i la filla del príncep Vlastimir de Sèrbia, que havien contret matrimoni abans de la meitat del segle ix. Succeí al seu pare com a príncep de Travúnia i fou succeït pel seu fill, Čučimir. L'única font que esmenta Hvalimir i Čučimir és Sobre l'administració de l'imperi, de Constantí VII Porfirogènit.